# Sycoscapter varicilia
Sycoscapter varicilia är en stekelart som först beskrevs av Girault 1928.  Sycoscapter varicilia ingår i släktet Sycoscapter och familjen fikonsteklar. Inga underarter finns listade i Catalogue of Life.